# Ramularia obducens
Ramularia obducens är en svampart som beskrevs av Thüm. 1881. Ramularia obducens ingår i släktet Ramularia och familjen Mycosphaerellaceae.   Inga underarter finns listade i Catalogue of Life.